# Abraham Maslow
Abraham Harold Maslow (Brooklyn, 1 april 1908 – Menlo Park, 8 juni 1970) was een Amerikaans klinisch psycholoog. Zijn ouders waren joodse immigranten van de eerste generatie, afkomstig uit Rusland, die gevlucht waren voor vervolging door het tsaristisch regime. Hij groeide op in een arbeiderswijk in Brooklyn, New York. Maslow was de oudste van zeven kinderen en werd door een psycholoog bestempeld als mentaal onstabiel. Zijn jeugd was moeilijk, omdat hij geconfronteerd werd met antisemitisme door zijn leraren en andere kinderen uit Brooklyn.

## Belangrijkste bijdragen aan de psychologie
Maslow was aanvankelijk aanhanger van het behaviorisme, maar ontwikkelde in de jaren 60 de humanistische psychologie, ook wel bekend als de Third Force Psychology of de theorie van de toenemende behoefte. Maslow ziet de mens als een uniek gemotiveerd individu met een brede waaier drijfveren. Om zich als gezonde persoonlijkheid te kunnen ontwikkelen moeten, volgens Maslow, een aantal fundamentele menselijke behoeften minimaal bevredigd zijn. Al deze fundamentele behoeften zijn aangeboren. De huidige psychologie heeft toch heel wat kritische bedenkingen bij deze theorie, zodat deze vandaag als verouderd beschouwd moet worden. Hoe belangrijk een behoefte is, is vaak afhankelijk van de sociale omstandigheden en ook van de leeftijd van een persoon. Ook zijn er individuele verschillen: seks is niet voor iedereen even belangrijk.
Zijn theorie, die hij in "A Theory of Human Motivation" in de Psychological Review publiceerde (1943) stelde dat elk mens een bepaalde behoeftenopbouw, de zogenaamde piramide van Maslow of behoeftenhiërarchie van Maslow, doorloopt; je voldoet eerst aan je basisbehoeften, voordat je aan meer luxe, minder noodzakelijk behoeften kunt voldoen. Pas indien je aan alle ontberingsbehoeften voldaan hebt, kun je aan zelfactualisatie gaan doen en ben je psychisch gezond.
De basisbehoeften bestaan uit:
- Fysieke basisbehoeften (eten, drinken, ademhaling, kleding, onderdak, beweging en seks)
- Bestaanszekerheid (behoefte aan lichamelijke veiligheid)
- Sociale behoefte (er bij horen, saamhorigheid, liefde)
- Erkenning (zelf-imago, reputatie, eigendunk, zelfrespect)
- Zelfactualisatie (zelfverwezenlijking, doen wat je roeping is)
- Transcendentale behoeften[2]

## Psychologie van de Wetenschap
In zijn Psychologie van de Wetenschap (1974) biedt Maslow een "psychologische benadering" van de wetenschap, die volgens hem begint met het duidelijke besef, dat wetenschap eerder een menselijke schepping is dan een autonoom, niet-menselijk ‘ding’ op zichzelf. Haar oorsprong ligt in menselijke motieven... Wetenschapsbeoefenaars worden naast de gangbare behoeften gemotiveerd door cognitieve behoeften aan zuivere kennis (nieuwsgierigheid), en aan begrip; en ten slotte de drang naar schoonheid, symmetrie en mogelijk naar eenvoud, volledigheid en orde. Zich aan de wetenschap wijden kan als broodwinning dienen, als bron van prestige, als middel tot zelfexpressie of als bevrediging van een van de vele neurotische behoeften.
Volgens Maslow kunnen in de "wetenschap" verder op zijn minst de volgende negen functies worden onderscheiden:
- Haar probleemzoekende, vragenstellende, ideeënbevorderende, hypothesen producerende functie
- Haar beproevende, onderzoekende, bevestigende en ontkennende, en bekrachtigende functie; haar toetsen en onderzoeken van hypothesen: haar herhaling en controle van experimenten; haar opstapelen van feiten; het betrouwbaar maken van feiten
- Haar organiserende, theoretiserende, structurerende functie; haar zoeken naar hoe langer hoe ruimere generalisaties.
- Haar geschiedenismateriaal verzamelende, geleerde functie
- Haar technologische kant; instrumenten, methoden, technieken
- Haar administratieve, uitvoerende en organisatorische kant
- Haar publicistische en opvoedkundige functie
- Haar toepassingen voor menselijk gebruik
- Haar waardering, genieting, viering en verheerlijking

Dit veelvoud van functies houdt noodzakelijkerwijs een arbeidsverdeling in, want weinig individuen zouden al deze vaardigheden in zich kunnen verenigen.